# Tamsalu kommun
Tamsalu vald är en kommun i Estland.   Den ligger i landskapet Lääne-Virumaa, i den centrala delen av landet, 80 km öster om huvudstaden Tallinn. Antalet invånare är 4 554. Arean är 215 kvadratkilometer.
Terrängen i Tamsalu vald är huvudsakligen platt.
Följande samhällen finns i Tamsalu vald:
- Tamsalu
- Sääse alevik
- Vajangu
- Porkuni
- Assamalla
- Põdrangu